# The Fifty Worst Films of All Time
The Fifty Worst Films of All Time (And How They Got That Way) è un libro del 1978 scritto da Harry Medved, in collaborazione con Randy Dreyfuss e Michael Medved. Il libro contiene la lista, in ordine alfabetico, dei peggiori cinquanta film mai realizzati secondo il parere degli autori. Sono presenti brevi riassunti della trama di ogni film, il giudizio critico degli autori sulla qualità dell'opera, e una selezione di recensioni originali dell'epoca contemporanea alla pellicola recensita.

## Criteri di inclusione
Sono esclusi intenzionalmente dalla lista i film muti perché gli autori considerano essi una "forma d'arte a parte", non giudicabile alla stregua dei film sonori secondo i canoni odierni. I titoli presenti si limitano a pellicole distribuite negli Stati Uniti, ritenendo inopportuno includere oscuri film a basso budget non circolati a livello internazionale, giudicandoli insieme a produzioni mainstream hollywoodiane, sia per la difficoltà di reperimento, sia per la scarsa notorietà. La lista include anche opere di registi celebri e rinomati quali Sam Peckinpah, David Wark Griffith, Alfred Hitchcock, Vittorio De Sica, Alain Resnais, Michelangelo Antonioni, e Sergej Michajlovič Ėjzenštejn.

## Lista dei 50 peggiori film(in ordine alfabetico)
Lista aggiornata al 1978.
1. Il cavaliere della libertà (Abraham Lincoln) (1930)
2. Airport '75 (1975)
3. Le 13 fatiche di Ercolino (西遊記 Saiyūki) (1960)
4. L'imboscata (The Ambushers) (1967)
5. L'assassinio di Trotsky (The Assassination of Trotsky) (1972)
6. Finalmente arrivò l'amore (At Long Last Love) (1975)
7. Il grande botto (The Big Noise) (1944)
8. Un bikini per Didi (Boy, Did I Get a Wrong Number!) (1966)
9. Voglio la testa di Garcia (Bring Me the Head of Alfredo Garcia) (1974)
10. Che! (1969)
11. Il conquistatore (The Conqueror) (1956)
12. Daughter of the Jungle (1949) (inedito in Italia)
13. Dick Tracy contro Cueball (Dick Tracy vs. Cueball) (1946)
14. Dondi (1961) (inedito in Italia)
15. Eegah (1962) (inedito in Italia)
16. Godzilla - Furia di mostri (ゴジラ対ヘドラ Gojira tai Hedora) (1971)
17. Follie di Hollywood (The Goldwyn Follies) (1938)
18. The Horror of Party Beach (1964) (inedito in Italia)
19. E venne la notte (Hurry Sundown) (1967)
20. Ivan il Terribile (Иван Грозный  Ivan Grozniy) (1944)
21. La taverna della Giamaica (Jamaica Inn) (1939)
22. Jet Attack (1958) (inedito in Italia)
23. Il gabbiano Jonathan (Jonathan Livingston Seagull) (1973)
24. Riccardo Cuor di Leone (King Richard and the Crusaders) (1954)
25. Fuga da Hollywood (The Last Movie) (1971)
26. L'anno scorso a Marienbad (L'Année dernière à Marienbad) (1961)
27. Orizzonte perduto (Lost Horizon) (1973)
28. Il caso Myra Breckinridge (Myra Breckinridge) (1970)
29. Luna nuova (New Moon) (1940)
30. Giubbe rosse (North West Mounted Police) (1940)
31. Il presagio (The Omen) (1976)
32. Parnell (1937)
33. Amanti (1968)
34. È tornato Sabata... hai chiuso un'altra volta! (1971)
35. Robot Monster (1953)
36. Santa Claus Conquers the Martians (1964) (inedito in Italia)
37. Dinne una per me (Say One for Me) (1959)
38. Salomone e la regina di Saba (Solomon and Sheba) (1959)
39. Voglio sposarle tutte (Spinout) (1966)
40. L'inferno ci accusa (The Story of Mankind) (1957)
41. Le donne della palude (Swamp Women) (1956)
42. Swing Your Lady (1938) (inedito in Italia)
43. The Terror of Tiny Town (1938) (inedito in Italia)
44. Età inquieta (That Hagen Girl) (1947)
45. 3 sul divano (Three on a Couch) (1966)
46. The Trial of Billy Jack (1974) (inedito in Italia)
47. Detective G (Trouble Man) (1972)
48. Twilight on the Rio Grande (1947) (inedito in Italia)
49. La valle delle bambole (Valley of the Dolls) (1967)
50. Zabriskie Point (1970)

## Seguiti ed influenze
I fratelli Medved avrebbero in seguito continuato la loro opera "celebrativa" del cinema di serie B con il Golden Turkey Awards, e l'Hollywood Hall of Shame (che prende in esame alcuni dei maggiori disastri finanziari di Hollywood). È stato fatto notare come la pubblicazione del libro The Fifty Worst Films of All Time abbia dato il via alla moda della rivalutazione del cinema trash attraverso l'attribuzione di premi che, al contrario di quelli istituzionali, sono dedicati al peggior cinema in circolazione.